# هانس فون بلیکسن-فینک
هانس فون بلیکسن-فینک (انگلیسی: Hans von Blixen-Finecke؛ ۲۵ ژوئیه ۱۸۸۶ – ۲۶ سپتامبر ۱۹۱۷ (aged 31)) ورزشکار اهل سوئد بود.